# Kombat (PTŘS)
Kombat je ukrajinská protitanková řízená střela odpalovaná z tankových děl ráže 125 mm s hladkým vývrtem hlavně (např. u moderních modifikací tanků T-64/BM Bulat, T-72, T-80, T-84/BM Oplot). Byla vyvinuta v kyjevské konstrukční kanceláři Luč a vyrábí ji státní holding Artem. Do výzbroje ozbrojených sil byla přijata v roce 2006.
Je určená pro boj s tanky, vrtulníky, pevnůstkami a dalšími vysoce chráněnými pozemními, povrchovými nebo nízko letícími cíli na vzdálenost až 5 000 metrů.

## Popis
Kombat má aerodynamickou konfiguraci podobnou sovětské protitankové střele 9M128 Agona vyvinuté v polovině 80. let 20. století. Jednalo se o radiově naváděnou střelu vybavenou tandemovou kumulativní hlavicí, určenou pro palbu z tankových děl. Konstruktéři z kanceláří Progress, Luč a Artem zachovali konstrukční systém Agony, ale vybavili svou střelu systémem laserového navádění namísto radiového příkazového systému. Naváděcí systém je kompatibilní se sovětskými 9K119 Refleks a 9K120 Svir. Střela může být odpálena z tanků T-72B, T-80B/U/UD a T-84 vybavených laserovými dálkoměry 1G46 a 1K13, které mohou vysílat modulovaný laserový paprsek. Kromě 125mm verze existuje i exportní verze této střely,  označená Falah-1. Ta má ráži 120 mm a je odpalována z hlavní standardu NATO.